# Antocha pterographa
Antocha pterographa là một loài ruồi trong họ Limoniidae. Chúng phân bố ở miền Cổ bắc.